# Текумзе: Последният воин
„Текумзе: Последният воин“ (на английски: Tecumseh: The Last Warrior) е американски уестърн, телевизионен филм от 1995 г., базиран на истинската история на Текумзе, индиански военен лидер на шоните, и войната на Текумзе.
Филмът е режисиран от Лари Еликан и играе Джеси Борего като Текумзе. Базиран е на романа на Джеймс Александър Том от 1989 г. Panther in the Sky. Заснет е в Уинстън-Сейлъм, Северна Каролина.

## Сюжет
През 1812 г., когато английските заселници се опитват да отнемат територии от индианците, Текумзе, който е лидер на индианците Шоуни, се опитва да защити народа си. Той планира създаването на голяма индианска държава и се опитва да убеди заселниците да приемат този план.